# Какучу (Муреш)
Какучу (рум. Căcuciu) насеље је у Румунији у округу Муреш у општини Беика Де Жос. Oпштина се налази на надморској висини од 416 m.

## Становништво
Према подацима из 2002. године у насељу је живело 190 становника.

### Попис2002.
| Расподела становништва по националности 2002.‍ | Расподела становништва по националности 2002.‍ | Расподела становништва по националности 2002.‍ | Расподела становништва по националности 2002.‍ | Расподела становништва по националности 2002.‍ |
| --------------------------------------------- | --------------------------------------------- | --------------------------------------------- | --------------------------------------------- | --------------------------------------------- |
|                                               |                                               |                                               |                                               |                                               |
| Румуни                                        | Румуни                                        |                                               | 173                                           | 91,5%                                         |
| Роми                                          | Роми                                          |                                               | 16                                            | 8,5%                                          |